# Amen di Dresda
L'Amen di Dresda è una sequenza di sei note cantata durante le cerimonie religiose in Sassonia almeno dagli inizi del XIX secolo. Il tema è associato alla città di Dresda, da cui il nome.

## Composizione
L'Amen di Dresda è in realtà costituito dal secondo e dal terzo di un triplice Amen, composto da Johann Gottlieb Naumann per essere eseguito nella Cappella Reale di Dresda. La sua popolarità portò alla sua diffusione in moltissime chiese della Sassonia, sia nelle funzioni cattoliche che luterane.
La sequenza ha assunto un ruolo significativo nella musica classica occidentale, in quanto spesso citata da vari compositori fin dagli inizi del XIX secolo.

## Usi nella musica classica
Felix Mendelssohn utilizza la sequenza nella sua Sinfonia n. 5 (Riforma): il tema è eseguito dagli archi nel primo movimento.
L'Amen è ripreso anche da Richard Wagner nella sua opera Parsifal, oltre che nell'opera giovanile Il divieto d'amare e nel terzo atto del Tannhäuser.
Anton Bruckner cita l'Amen di Dresda nell'adagio della sua ultima sinfonia, mentre Gustav Mahler la incorpora nel quarto movimento della prima sinfonia e nell'ultimo della seconda sinfonia.
Nel poema sinfonico The Kingdom Triumphant di Eric Ball, una rappresentazione in musica della prima e della seconda venuta di Cristo, l'Amen è utilizzato prima dell'esecuzione dell'inno Helmsleywith.
Carl Davis cita la sequenza diverse volte nella musica del film muto del 1925 Ben Hur, in particolare nelle scene riguardanti la vita di Gesù Cristo.